# Герберт Опіц
Герберт Опіц (нім. Herbert Opitz; 7 березня 1915, Магдебург — 30 листопада 1941, Біскайська затока) — німецький офіцер-підводник, капітан-лейтенант крігсмаріне.

## Біографія
8 квітня 1934 року вступив на флот. З 12 серпня 1940 по 27 березня 1941 року — командир підводного човна U-5, з 17 травня 1941 року — U-206, на якому здійснив 3 походи (разом 68 днів в морі). Човен зник безвісти разом із всіма членами екіпажу (46 осіб). Найімовірніше, він був потоплений.
Всього за час бойових дій потопив 3 кораблі загальною водотоннажністю 4208 брт.
| Дата           | Назва корабля           | Тип               | Тоннаж | Вантаж | Екіпаж | Загиблі | Країна             | Конвой |
| -------------- | ----------------------- | ----------------- | ------ | ------ | ------ | ------- | ------------------ | ------ |
| 9 серпня 1941  | Ocean Victor            | Траулер-пароплав  | 202    |        | 13     | 13      | Британська імперія |        |
| 14 жовтня 1941 | HMS Fleur de Lys (K122) | Корвет            | 925    |        | 73     | 70      | Британська імперія | OG-75  |
| 19 жовтня 1941 | Baron Kelvin            | Торговий пароплав | 3081   | Баласт | 42     | 26      | Британська імперія |        |

## Звання
- Кандидат в офіцери (8 квітня 1934)
- Фенріх-цур-зее (1 липня 1935)
- Обер-фенріх-цур-зее (1 січня 1937)
- Лейтенант-цур-зее (1 квітня 1937)
- Оберлейтенант-цур-зее (1 квітня 1939)
- Капітан-лейтенант (1 вересня 1941)

## Нагороди
- Медаль «За вислугу років у Вермахті» 4-го класу (4 роки)
- Нагрудний знак підводника
- Залізний хрест 2-го і 1-го класу